# Jaskinia Mysia – pod Raptawicą
Jaskinia Mysia – pod Raptawicą – jaskinia powstała z połączenia dwóch jaskiń: Jaskini Mysiej i Dziury pod Raptawicą położonych w masywie Raptawickiej Turni w Dolinie Kościeliskiej w Tatrach Zachodnich. Obie jaskinie były znane od dawna, jednak w październiku 2015 roku odkryto, że są ze sobą połączone i tworzą jeden system jaskiniowy. Systemowi nadano nazwę Jaskinia Mysia – pod Raptawicą. Długość jaskini wynosi 240 metrów, a jej deniwelacja 2 metry.
Szczegółowe informacje o poszczególnych jaskiniach przy ich hasłach.